# Johann IV. (Portugal)

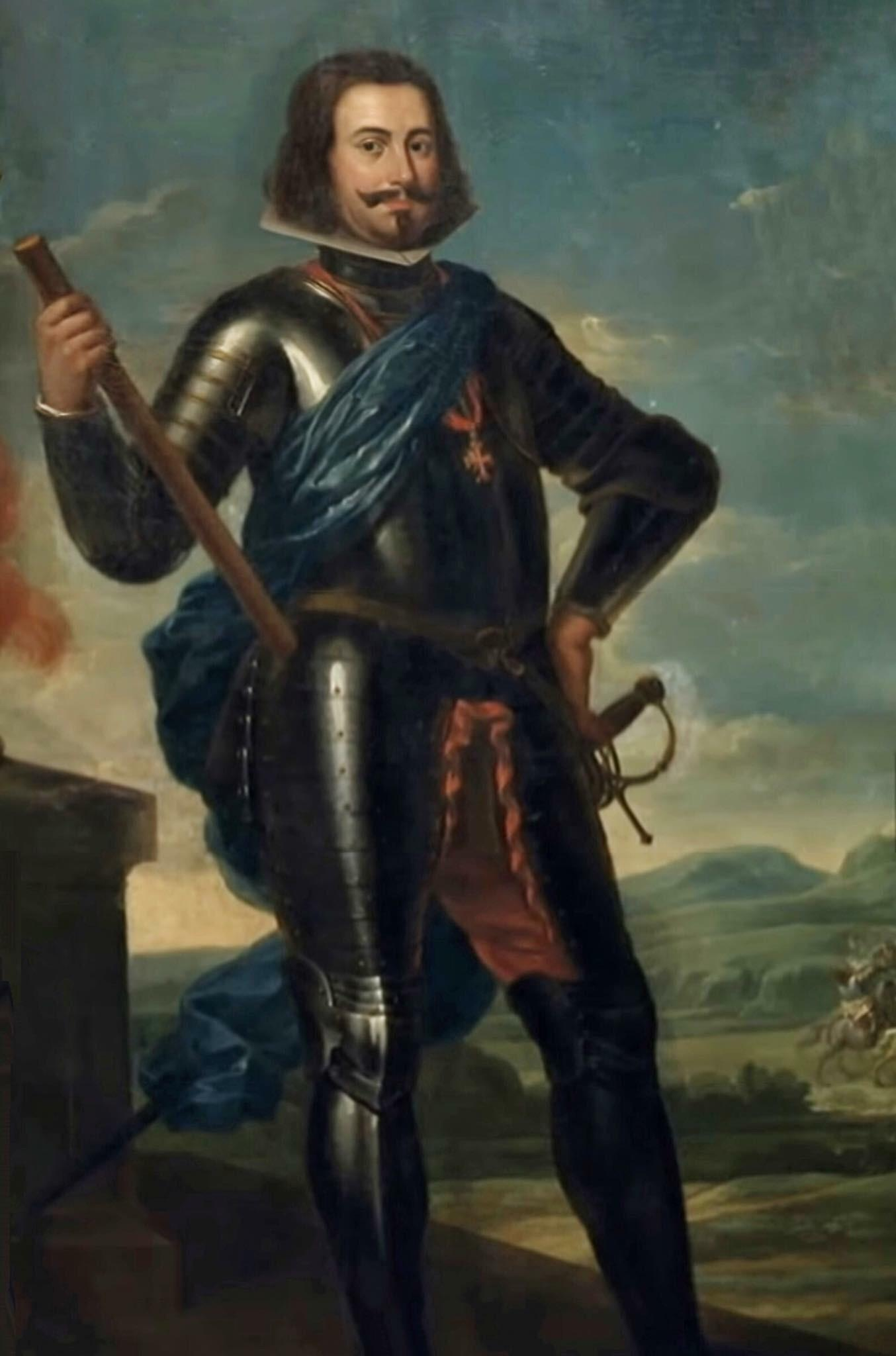
König Dom João IV, o Restaurador

Johann IV., der Restaurator (portugiesisch Dom João IV, o Restaurador; * 18. März 1604 in Vila Viçosa; † 6. November 1656 in Lissabon) war 21. König von Portugal. Er war der erste Monarch aus dem Haus Braganza und regierte von 1640 bis 1656.

## Leben
Johann wurde als Sohn von Teodosius II., dem siebten Herzog von Braganza, und seiner Ehefrau Anna de Velasco y Girón geboren. Nach dem Tod seines Vaters 1630 wurde er achter Herzog von Braganza. Zum Zeitpunkt seiner Geburt war das Haus Braganza, das sich in nichtehelicher Linie auf das alte portugiesische Königshaus Avis zurückführte, die mächtigste portugiesische Adelsfamilie. Eigene portugiesische Könige gab es allerdings schon seit 1580 nicht mehr. In diesem Jahr war mit Kardinal Heinrich der letzte portugiesische König aus dem Haus Avis gestorben; seitdem regierten die spanischen Könige aus dem Haus Habsburg Portugal in Personalunion.
Während der erste spanische König auf dem portugiesischen Thron, Philipp I. von Portugal (= Philipp II. von Spanien), das dem Land gegebene Autonomieversprechen noch weitgehend einhielt, geriet diese Versprechung unter seinen Nachfolgern Philipp II. von Portugal (= Philipp III. von Spanien) und Philipp III. von Portugal (= Philipp IV. von Spanien) immer mehr in Vergessenheit, so dass Portugal schließlich weitgehend wie eine spanische Provinz regiert wurde.

König Johann IV. von Portugal

Die spanischen Habsburgerkönige und ihre österreichischen Verwandten waren in alle großen Kriege dieser Zeit verwickelt, mit Frankreich, England und den Niederlanden, die österreichischen Habsburger noch zusätzlich mit den Türken und den protestantischen Reichsständen im Dreißigjährigen Krieg. Um alle diese Kriege bezahlen zu können, erhoben die spanischen Könige hohe Steuern, die die Portugiesen genauso trafen wie alle anderen Untertanen der Spanier. Außerdem hielten sich die europäischen Gegner Spaniens an den ehemals portugiesischen Kolonien schadlos, so verlor Portugal Hormus an die Briten (1622), die Holländer eroberten Ceylon und Malakka, setzten sich in Brasilien (1630, Pernambuco) und Afrika fest.
All dies führte zu beträchtlichem Unmut in der portugiesischen Bevölkerung, der sich in erfolglosen Aufständen 1634 und 1637 entlud. Der Tropfen, der das sprichwörtliche Fass zum Überlaufen brachte, war das Dekret Philipp III. (IV.), welches den Zusammenschluss der portugiesischen mit der spanischen Armee verfügte – für den selbstbewussten portugiesischen Adel eine große Schmach und eine eindeutige Verletzung des Autonomieversprechens, das Philipp I. (II.) bei seiner Thronbesteigung seinerzeit den portugiesischen Cortes gegeben hatte.
1640 brach ein Aufstand in Katalonien aus. Der Herzog von Olivares, der allmächtige Premierminister Philipp III. von Portugal (= Philipp IV. von Spanien), plante, portugiesische Truppen zur Niederschlagung des Aufstands gegen die Katalanen einzusetzen, was in Portugal für weitere Empörung sorgte. Frankreich, der große Widersacher der Habsburger und damit Spaniens, sah eine Chance, die Spanier zu schwächen, Kardinal Richelieu unterstützte deshalb die Portugiesen und ermunterte den Herzog von Braganza zum Aufstand gegen die Spanier. Die spanische Schwäche nutzend, wurde in einem Handstreich in Lissabon die spanische Statthalterin, die Herzogin von Mantua, gestürzt und das Oberhaupt der Familie Braganza, Herzog Johann II. am 15. Dezember 1640 als Johann IV. zum König von Portugal ausgerufen.

Das Wappen der portugiesischen Könige von Johann II. bis Manuel II.

Damit waren 60 Jahre spanischer Fremdherrschaft beendet, Portugal hatte wieder einen eigenen König. Johann IV. begab sich nach Lissabon. Ein Aufstand, der vom Erzbischof von Braga und einigen Adligen angestiftet wurde und das Ziel hatte, den Thron an die Habsburger zurückzugeben, scheiterte. Johann ließ mehrere Adlige hinrichten und Geistliche zu längeren Haftstrafen verurteilen.
Spanien reagierte erst Jahre später auf die Ereignisse in Portugal. Grund dafür war, dass Spanien durch den Dreißigjährigen Krieg und den Krieg mit Frankreich seine Armeen zunächst anderweitig benötigte. Nur 1644 kam es zu einer kleineren Schlacht bei Montijo. Portugal erneuerte zunächst seine Allianz mit England: Es wurden Verträge mit Karl I. (1642), Oliver Cromwell (1654) und Karl II. (1661) geschlossen. Letzterer war mit Katharina von Braganza, einer Tochter Johanns IV., verheiratet. Portugal trat Tanger und Bombay an England ab. Johann IV. versuchte erfolgreich, Teile des portugiesischen Kolonialreichs zurückzuerobern. Zwar waren Ceylon und Malakka endgültig an die Holländer verloren, aber es gelang ihm, die Holländer 1648 aus Luanda und São Tomé und im Bündnis mit den Engländern während des ersten Englisch-Niederländischen Seekriegs 1652 aus Brasilien zu vertreiben.
Durch den Verlust der ostindischen Kolonien wurde Brasilien jetzt zur wirtschaftlich bedeutendsten portugiesischen Kolonie. Rohrzucker, Gold und Diamanten aus Brasilien wurden zur wichtigsten Quelle portugiesischen Reichtums. Wegen der absehbaren Konfrontation mit den Spaniern verstärkte der König die Landesverteidigung. So wurden ein permanenter Kriegsrat und ein geheimer Rat zur Verteidigung der Landesgrenzen gegründet. Mit Hilfe der 1649 ins Leben gerufenen Allgemeinen Gesellschaft des Brasilienhandels (Companhia Geral do Comércio do Brasil) sollte vor allem der Seeverkehr zwischen Brasilien und Portugal gesichert werden. Unter Johann wurde Portugal wieder zu einem mächtigen und in Europa respektierten Land.
Spanien erkannte Johann IV. allerdings nie als König an. Erst die Siege von Johanns Nachfolger, Alfons VI., führten schließlich 1668 zum Frieden von Lissabon, mit dem Spanien endgültig auf alle Ansprüche auf den portugiesischen Thron verzichten musste.

## Familie
Johann IV. heiratete 1633 Luisa von Guzmán, mit der er die folgenden Kinder hatte:
- Theodosius (* 8. Februar 1634; † 25. Mai 1652)
- Anna (* 21. Januar 1635; † 21. Januar 1635)
- Johanna (* 18. September 1636; † 17. November 1653)
- Katharina Henrietta (* 25. November 1638; † 31. Dezember 1705) ⚭ 1662 König Karl II. von England und wird so Königin von England
- Manuel (*/† 6. September 1640)
- Alfons VI. (* 21. August 1643; † 12. September 1683)
- Peter II. (* 26. April 1648; † 9. Dezember 1706)

Zudem war er noch Vater der unehelichen Tochter Maria (* 1643; † 6. Februar 1693).